# Hiago Kin
Hiago Kin (São Paulo, 13 de outubro de 1989) é um empresário brasileiro, consultor de Segurança da Informação e presidente do Instituto Brasileiro de Resposta a Incidentes Cibernéticos (IBRINC).

## Biografia
De ascendência judaica, Hiago Kin é formado em Segurança da Informação e atua na área desde 2007, sendo reconhecido pela participação e coordenação em grandes incidentes e catástrofes digitais no Brasil, especialmente aqueles que envolvem empresas de impacto à soberania nacional. É frequentemente consultado pela imprensa nacional para análise de riscos cibernéticos e recomendações técnicas em casos de ataques de grande repercussão.
Em 2020, Hiago Kin foi presidente fundador da Associação Brasileira de Segurança Cibernética (ABRASECI), organização voltada ao fortalecimento do setor e à promoção de políticas públicas para o enfrentamento de ameaças digitais no país. Atualmente, é presidente do Instituto Brasileiro de Resposta a Incidentes Cibernéticos (IBRINC), entidade dedicada à coordenação nacional de resposta a incidentes cibernéticos e ao apoio em situações de crise envolvendo ataques a infraestruturas críticas e setores estratégicos.